# Hívószó
A hívószó olyan szó vagy kifejezés, amely a médiában annyira divatossá válik, hogy használata mindennapos lesz, és eredeti jelentésén túlmenően más, komplex jelenségekre utal. Angol megfelelője, a buzzword, nemzetközileg is használatos. 

## Jellemzői
A hívószavak gyakran a zsargonból vagy neologizmusból erednek. Magyarországon a fogalom felismerése és használata rendszerváltás után terjedt el, és elsősorban a különböző politikai botrányokkal kapcsolatban használatos („Bős-Nagymaros”, „Kaya Ibrahim”, „Tocsik-ügy”, „Őszöd”, „Sukoró”). 
A negatív hívószavak mellett semleges vagy pozitív értelmű kifejezések is kapnak ilyen szerepet. Gyakran előfordul, hogy megfelelő propaganda- vagy reklám-apparátussal rendelkező szervezetek, pártok vagy üzleti érdekeltségek mesterségesen, tervezett módon hoznak létre hívószavakat, például médiasztárok kreálása érdekében, vagy politikai célokkal, mint a „rezsicsökkentés”.